# Eva Aariak

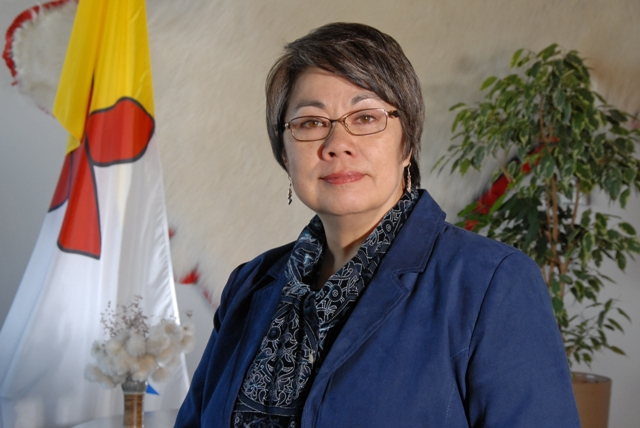
Eva Aariak

Eva Qamaniq Aariak (Inuktitut ᐄᕙ ᖃᒪᓂᖅ ᐋᕆᐊᒃ, * 10. Januar 1955 in Arctic Bay, Nunavut) ist eine kanadische Inuit-Politikerin und war von 2008 bis 2013 Premier des kanadischen Territoriums Nunavut. Seit 2021 ist sie Kommissarin von Nunavut.
Aariak, Mutter von vier Kindern und Großmutter, war als Radio- und TV-Reporterin tätig, leitete das Büro für öffentliche Angelegenheiten des Interim Commissioners von Nunavut und war danach von 1999 bis 2003, dann um ein weiteres Jahr verlängert bis 2004, die erste Sprachenbeauftragte (Languages Commissioner) für das Territorium Nunavut. In dieser Zeit führte sie zum Beispiel das Wort „Ikiaqqivik“ (wörtlich „Reisen durch Schichten“) als Inuktitutwort für „Internet“ ein, einen Begriff, der das traditionelle Reisen von Schamanen durch Zeit und Raum zur Beantwortung spiritueller und materieller Fragen umschreibt. Anschließend betätigte sie sich als Inuktitut-Lehrerin am Pirurvik Centre in Iqaluit, einer Beratungsgesellschaft für Inuit-Kultur. 2006 eröffnete sie in Iqaluit einen Store für Inuit-Kunst und -Kunsthandwerk, den sie „Malikkaat“ nannte (ein Inuktitut-Wort für das Ausrichten von Blüten nach der Sonne).
Sie hatte außerdem folgende Positionen inne: Koordinatorin eines Inuktitut-Lehrbuchprogramms des „Baffin Divisional Education Council“, Präsidentin der Handelskammer der Baffin-Region und Vorsitzende der Nunavut-Film-Entwicklungsgesellschaft.
2007 übernahm sie erneut die Aufgabe einer Sprachenbeauftragten für Nunavut.
Bei der Territorial-Wahl am 27. Oktober 2008 wurde sie für den Wahlbezirk Iqaluit-Ost erstmals in die Abgeordnetenkammer (Legislative Assembly) von Nunavut gewählt und ist das einzige weibliche Mitglied dieses Parlaments. Bei der Wahl des Premiers von Nunavut am 14. November 2008 im Nunavut-Führungsforum erhielt sie vor dem bisherigen Amtsinhaber Paul Okalik und dem Mitbewerber Tagak Curley die meisten Stimmen und war dadurch die einzige Frau (und fünfte Frau überhaupt) unter den Premierministern kanadischer Provinzen und Territorien.
Bei der Wahl am 28. Oktober 2013 verlor Aariak ihren Sitz im Abgeordnetenhaus, nachdem sie bereits vorher angekündigt hatte, nicht erneut als Premierministerin kandidieren zu wollen.